# Marie-Agnès de Gaulle
Pour les articles homonymes, voir Cailliau.
Pour les autres membres de la famille, voir famille de Gaulle.
Marie-Agnès de Gaulle, épouse Cailliau, est née le 27 mai 1889 dans le 6e arrondissement de Paris et morte le 25 mars 1982 à Boulogne-Billancourt. Elle est une résistante française , la fille ainée d'Henri de Gaulle et la sœur de Charles de Gaulle.

## Biographie

### Résistance

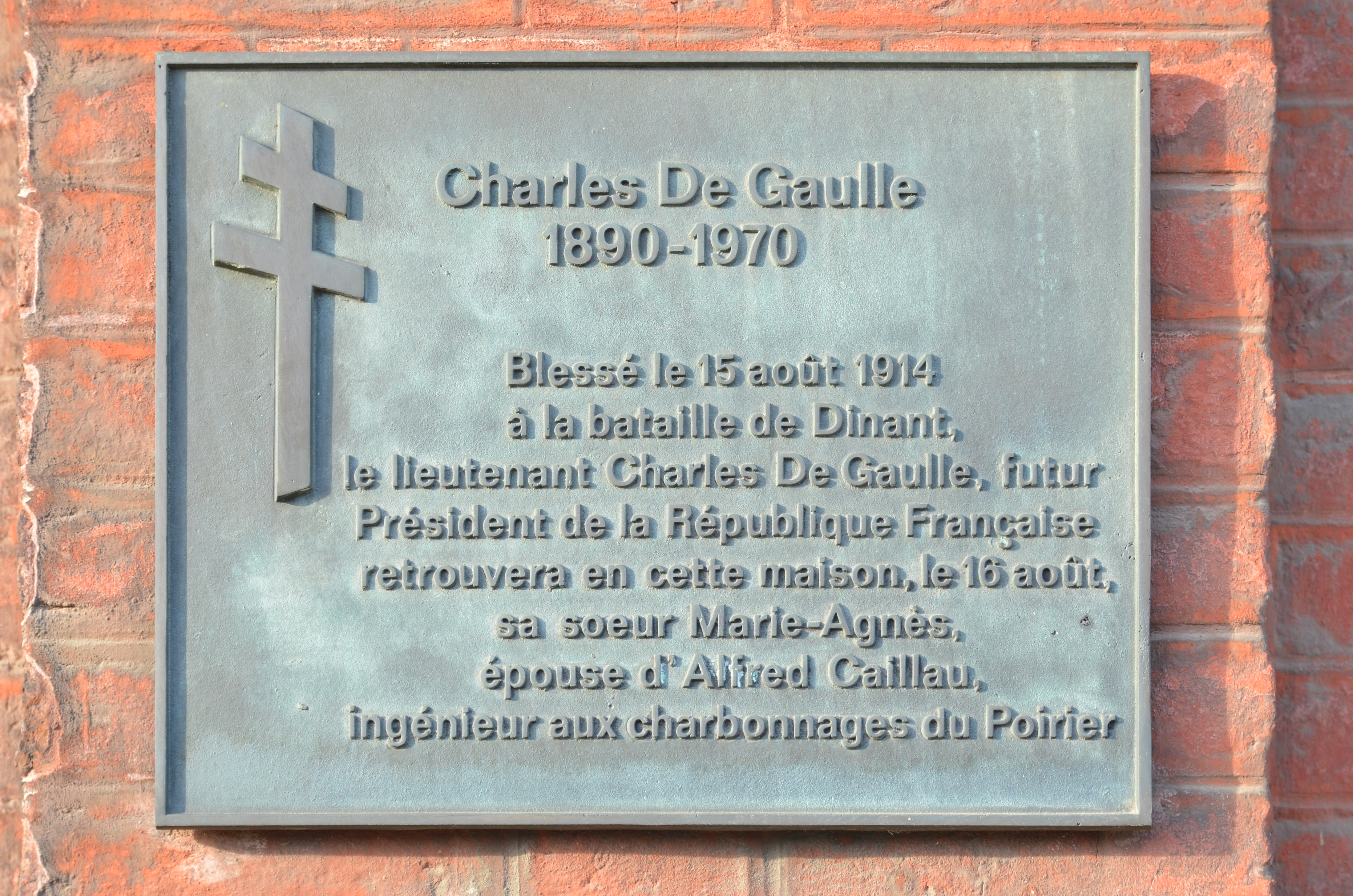
Plaque commémorative de la visite de Charles de Gaulle à sa sœur à Charleroi, le 16 août 1914.

Lors de la Première Guerre mondiale, elle est responsable de l'évacuation de son frère Charles, alors lieutenant, blessé à Dinant le 15 août 1914, en montant à l'assaut des tranchées adverses.
Durant la Seconde Guerre mondiale, elle répond à l'appel du 18 juin 1940 lancé par son frère en s'engageant rapidement dans la Résistance française. Marie-Agnès de Gaulle fut arrêtée avec son époux en 1943 et emprisonnée quatorze mois à la prison de Fresnes, puis déportée à Bad Godesberg, une annexe du camp de concentration de Buchenwald où est déporté son mari. Quatre membres de la famille de Gaulle sont alors aux mains des Allemands et Heinrich Himmler, voyant se profiler la défaite, proposera même un échange à de Gaulle, ignoré par ce dernier. Vers la fin des hostilités, en avril 1945, Marie-Agnès de Gaulle sera transférée dans le Tyrol au château d'Itter aux conditions de détentions sans commune mesure avec celles des camps, et où sont détenues depuis 1943 plusieurs hautes personnalités françaises : Paul Reynaud, Édouard Daladier, les généraux Weygand et Gamelin, Jean Borotra ou le colonel de La Rocque. Ils sont libérés par les troupes américaines le 5 mai 1945.

### Vie privée

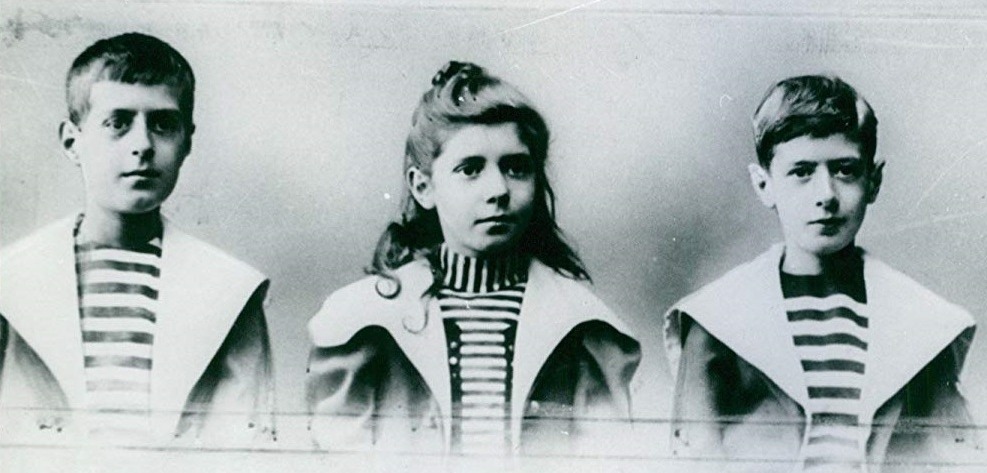
Les trois premiers (sur 5) de la fratrie de Gaulle, Xavier, Marie-Agnès et Charles, vers 1899.

Le 18 janvier 1910, Marie-Agnès Caroline Julie de Gaulle épouse à Paris, Alfred Cailliau (né le 7 août 1877 à Tournai et mort en 1967), un ingénieur belge. Avec son mari, ils ont sept enfants : Joseph en 1910, Marie-Thérèse en 1912, Michel en 1913, Henri en 1915, Charles en 1916, Pierre en 1921, et enfin Denys en 1929.
Marie-Agnès de Gaulle a perdu un de ses fils, Charles (1916-1940), tombé sur le front pendant la campagne de France, deux autres, son aîné Henri (né en 1915) et Pierre, s'engagent dans les Forces françaises libres et le quatrième, Michel Cailliau, qui a été prisonnier de guerre et évadé en 1942, créera un réseau de résistance. Elle écrit un livre de souvenirs personnels sur sa famille en 1970, essentiellement à destination de ses enfants et petits enfants.

### Sépulture
Elle est enterrée avec ses parents dans le cimetière de Sainte-Adresse (Seine-Maritime).

## Publication
- Souvenirs personnels, Marie-Agnès Cailliau de Gaulle, préf. Jean Lacouture, éditions Parole et Silence, rééd. 2006  (ISBN 2-84573-516-2).